# Onthophagus omostigma
Onthophagus omostigma là một loài bọ cánh cứng trong họ Bọ hung (Scarabaeidae).